# Jennifer Capriati
Jennifer Marie Capriati (New York, 29. ožujka 1976.) bivša je američka profesionalna tenisačica, nekadašnji svjetski broj 1. U svojoj je karijeri osvojila tri Grand Slam titule (2 Australian Opena i 1 Roland Garros) te zlatnu olimpijsku medalju na igrama u Barceloni 1992.

## Karijera
Jennifer Capriati je rođena u New Yorku, u obitelji talijanskog podrijetla. Kada je Jenniferin teniski talent postao očit, njena obitelj se seli u Floridu kako bi trenirala po programu Jimmyja Everta, oca Chris Evert, jedne od najboljih tenisačica u povijesti. No, glavnu je ulogu u njenom razvoju imao otac Stefano Capriati. Godine 1989. Jennifer je postala najmlađa juniorka koja je osvojila neki Grand Slam naslov. Bilo je to u Parizu, kada je imala 13 godina i 2 mjeseca (taj rekord će 1993. godine oboriti Martina Hingis kao 12-godišnjakinja). Potom je osvojila juniorski US Open u pojedinačnoj konkurenciji, te US Open i Wimbledon u parovima.
Kao profesionalna tenisačica debitira 1990. godine na turniru u Floridi. Pobijedila je četiri nositeljice i probila se do finala u kojem je izgubila od Gabriele Sabatini. Tri mjeseca kasnije postaje najmlađa tenisačica koja je izborila polufinale Roland Garrosa. Poražena je od kasnije pobjednice Monike Seleš. Svoju prvu titulu osvojila je iste godine u listopadu na turniru u San Juanu u Portoriku. Završila je godinu kao svjetski broj 8.
Godine 1991. Capriati je izborila polufinala Wimbledona i US Opena. Postala je najmlađi polufinalist Wimbledona pobijedivši u četvrtfinalu braniteljicu naslova Martinu Navrátilovu. Osvojila je te godine još dva naslova u singlu, te jedini u karijeri naslov u parovima (s Monikom Seleš) na turniru u Rimu.
Olimpijske 1992. godine ostvarila je najveći uspjeh karijere. Osvojila je zlatnu olimpijsku medalju pobijedivši u finalu Steffi Graf, zlatnu s prethodnih igara. Naredne 1993. godine, izuzev titule u Sydneyu, Capriati je imala razočaravajuće rezultate, da bi 1994. odigrala samo jedan meč protiv Anke Huber i izgubila ga. Upala je u razne probleme u privatnom životu, pa se na par godina povlači iz tenisa.
Turnirima se vratila 1996. godine, ali je na sljedeći naslov čekala pune tri godine, dok 1999. nije osvojila turnire u Strasbourgu i Quebec Cityju.
Godine 2001., nakon 11 godina u svijetu profesionalnog tenisa, osvojila je po prvi put naslov Grand Slam pobjednice. Prvo je na Australian Openu u finalu svladala svjetski broj 1, Martinu Hingis s 2:0 u setovima, da bi 5 mjeseci kasnije, u finalu Roland Garrosa u vrlo neizvjesnom meču bila bolja od Kim Clijsters. Te je godine u listopadu zasjela na 1. mjesto WTA liste. Naredne godine osvaja svoju treću Grand Slam titulu, uspješno obranivši naslov pobjednice Australije.
Posljednji je turnir Capriati osvojila 2003. u New Havenu. Brojne su je ozljede udaljile od tenisa zbog čega se 2006. prisilno umirovila. Ukupno je u karijeri osvojila 15 turnira (14 u singlu i 1 u paru).

## Grand Slam finala

### Dobila (3)
| Godina | Grand Slam          | Protivnica u finalu | Rezultat        |
| 2001.  | Australian Open     | Martina Hingis      | 6:4, 6:3        |
| 2001.  | Roland Garros       | Kim Clijsters       | 1:6, 6:4, 12:10 |
| 2002.  | Australian Open (2) | Martina Hingis      | 4:6, 7:6, 6:2   |

## Osvojeni turniri

### Pojedinačno (14)
| Legenda              |
| Grand Slam (3)       |
| WTA Masters (0)      |
| Olimpijsko zlato (1) |
| Turniri Tier I (2)   |
| WTA Turniri (8)      |

| Br. | Datum               | Turnir                                  | Suparnica u finalu | Rezultat         |
| 1.  | 22. listopada 1990. | San Juan, Portoriko                     | Zina Garrison      | 5:7, 6:4, 6:2    |
| 2.  | 29. srpnja 1991.    | San Diego, SAD                          | Monika Seleš       | 4:6, 6:1, 7:6(2) |
| 3.  | 5. kolovoza 1991.   | Toronto, Kanada                         | Katerina Maleeva   | 6:2, 6:3         |
| 4.  | 27. srpnja 1992.    | Olimpijske igre (Barcelona, Španjolska) | Steffi Graf        | 3:6, 6:3, 6:4    |
| 5.  | 24. kolovoza 1992.  | San Diego, SAD                          | Conchita Martinez  | 6:3, 6:2         |
| 6.  | 11. siječnja 1993.  | Sydney, Australija                      | Anke Huber         | 6:1, 6:4         |
| 7.  | 17. svibnja 1999.   | Strasbourg, Francuska                   | Jelena Lihovceva   | 6:1, 6:3         |
| 8.  | 1. studenog 1999.   | Quebec, Kanada                          | Chanda Rubin       | 4:6, 6:1, 6:2    |
| 9.  | 25. rujna 2000.     | Luxembourg, Luksemburg                  | Magdalena Maleeva  | 4:6, 6:1, 6:4    |
| 10. | 15. siječnja 2001.  | Australian Open, Australija             | Martina Hingis     | 6:4, 6:3         |
| 11. | 16. travnja 2001.   | Charleston, SAD                         | Martina Hingis     | 6:0, 4:6, 6:4    |
| 12. | 28. svibnja 2001.   | Roland Garros, Francuska                | Kim Clijsters      | 1:6, 6:4, 12:10  |
| 13. | 14. siječnja 2002.  | Australian Open, Australija             | Martina Hingis     | 4:6, 7:6(7), 6:2 |
| 14. | 18. kolovoza 2003.  | New Haven, SAD                          | Lindsay Davenport  | 6:2, 4:0 predaja |

| Turnir          | 1990. | 1991. | 1992. | 1993. | 1994. | 1995. | 1996. | 1997. | 1998. | 1999. | 2000. | 2001. | 2002. | 2003. | 2004. | 2005. | 2006. | Ukupno |
| --------------- | ----- | ----- | ----- | ----- | ----- | ----- | ----- | ----- | ----- | ----- | ----- | ----- | ----- | ----- | ----- | ----- | ----- | ------ |
| Australian Open | A     | A     | 1/4F  | 1/4F  | A     | A     | A     | 1K    | A     | 2K    | 1/2F  | P     | P     | 1K    | A     | A     | A     | 2 / 8  |
| Roland Garros   | 1/2F  | 4K    | 1/4F  | 1/4F  | A     | A     | 1K    | A     | A     | 4K    | 1K    | P     | 1/2F  | 4K    | 1/2F  | A     | A     | 1 / 11 |
| Wimbledon       | 4K    | 1/2F  | 1/4F  | 1/4F  | A     | A     | A     | A     | 2K    | 2K    | 4K    | 1/2F  | 1/4F  | 1/4F  | 1/4F  | A     | A     | 0 / 11 |
| US Open         | 4K    | 1/2F  | 3K    | 1K    | A     | A     | 1K    | 1K    | 1K    | 4K    | 4K    | 1/2F  | 1/4F  | 1/2F  | 1/2F  | A     | A     | 0 / 13 |
| SR              | 0 / 3 | 0 / 3 | 0 / 4 | 0 / 4 | 0 / 0 | 0 / 0 | 0 / 2 | 0 / 2 | 0 / 2 | 0 / 4 | 0 / 4 | 2 / 4 | 1 / 4 | 0 / 4 | 0 / 3 | 0 / 0 | 0 / 0 | 3 / 43 |

| Logotip Zajedničkog poslužitelja | Zajednički poslužitelj ima još gradiva o temi Jennifer Capriati |